# Chilicola inermis
Chilicola inermis är en biart som först beskrevs av Heinrich Friese 1906.  Chilicola inermis ingår i släktet Chilicola och familjen korttungebin. Inga underarter finns listade i Catalogue of Life.